# Gymnosoma rotundata
Gymnosoma rotundata är en tvåvingeart som först beskrevs av Carl von Linné 1758.  I den svenska databasen Dyntaxa används istället namnet Gymnosoma rotundatum. Gymnosoma rotundata ingår i släktet Gymnosoma och familjen parasitflugor. Arten har ej påträffats i Sverige. Inga underarter finns listade i Catalogue of Life.